# Таємниці Ґравіті Фолз (1-й сезон)
Перший сезон американського анімаційного телесеріалу «Таємниці Ґравіті Фолз» каналу Disney Channel складається з 20 епізодів, транслювався з 15 червня 2012 по 2 серпня 2013 року.

## Концепція
Події першого сезону обертаються навколо різноманітних пригод двох близнюків, Діппера та Мейбл Пайнс, яких відправили на літо до прадядька Стена, що керує туристичною крамницею «Хижа Чудес» (англ. The Mystery Shack) у місті Ґравіті Фолз, Орегон. Брат і сестра швидко розуміють, що місто зберігає безліч таємниць і, коли Діппер знаходить у лісі містерійний щоденник, їхні життя докорінно змінюються. У пригодах їх супроводжують Сус і Венді, працівники «Хижі Чудес».
До початку роботи над серіалом, основним джерелом натхнення для Алекса Гірша був ситком «Сімпсони», в якому він зауважив, що «анімація може бути кумеднішою за ігрове кіно. Що анімація не лише для дітей. Що вона може бути сатирична, повчальна та приземлена у сенсі взаємодії персонажів».

## Виробництво
У інтерв'ю Гірш розповів, що типовий епізод зароджувався у кімнаті, відведеній для сценаристів, де представлявся простий синопсис і після цього формувалася структура, видозмінювався сюжет, включаючи у себе другорядну частину сюжету.
Гірш запевнив, що процес перевірки сценарію це «аж ніяк не дискредитація наших сценаристів — просто ми маємо дуже виняткове бачення. Зокрема, я зазвичай переписую майже всі діалоги Діппера та більшість діалогів Мейбл, просто, тому що вони є у мене в голові. Я і Майк не спимо біля 48 годин перед видачею кожного сценарію. Ми візьмемо вихідний, ми працюватимемо всю ніч, ми питимемо Red Bull, ми кунятимемо на дивані позмінно як маніяки, ми даватимемо ляпанці одне одному по обличчю».

## Актори
Головні герої говорять голосами Джейсона Ріттера (Діппер) і Крістен Шаал (Мейбл). Алекс Гірш подарував свій голос прадядьку Стену та Сусу; Венді Кордюрой озвучила Лінда Карделліні.
Свинку Ваддлса озвучив Ді Бредлі Бейкер, ексцентричного старого МакГаккета — Алекс Гірш. Кевін Майкл Річардсон зіграв шерифа, заступника якого озвучив Кіт Фергюсон. Френк Велкер, Джон ДіМаджіо, Нікі Янг, Карл Фаруоло, Грегг Туркінгтон, Вілл Форте озвучили козла, Менлі Дана, Кенді Чіу, Гренду, журналіста газети Ґравіті Фолз і Тайлера відповідно.
Серіал залучив цілий ряд запрошених зірок для озвучування епізодичних персонажів. Так, голосами Ларрі Кінга та Куліо говорили їхні воскові фігури (третя серія). Восковий Шерлок Холмс говорив голосом британського коміка Джона Олівера. Альфред Моліна озвучив мульти-ведмедя, а Дженніфер Кулідж — Ліниву Сьюзен (епізод «Діппер проти мужності»). Американський актор і аніматор Джастін Ройланд зіграв мандрівника у часі Блендіна Блендіна («Порося мандрівника у часі»). Персонаж відеогри «Fight Fighters» Рамбл Мак-Скерміш озвучений Браяном Блумом. Літоувінського спритника та клонів бой-бенду «Кілька разів» озвучили відповідно Джеф Бенетт і американський співак Ленс Басс.

## Список епізодів
Виробничий код кожної серії сезону починається із 618G-1 (місяць та число дня народження Алекса Гірша).
| 1 | 1  | «Турист у пастці» «Tourist Trapped»                       | Джон Аошима               | Алекс Гірш                                         | 15 червня 2012  | Буде оголошено | 3,4  |
| Двоє близнюків, Діппер і Мейбл Пайнс, приїжджають на літні канікули у віддалене містечко Ґравіті Фолз. Знайдений Діппером у лісі, таємничий щоденник відкриває надприродні таємниці міста. Записи у щоденнику свідчать про те, що новий хлопець Мейбл є живим мерцем. Діппер намагається врятувати Мейбл, але таємниця бойфренда виявляється набагато химернішою. Криптограма «ZHOFRPH WR JUDYLWB IDOOV» (шифр Цезаря) — «WELCOME TO GRAVITY FALLS»                                                    |    |                                                           |                           |                                                    |                 |                |      |
| 2 | 2  | «Легенда про чудовисько» «The Legend of the Gobblewonker» | Джон Аошима               | Майкл Ріанда і Алекс Гірш                          | 29 червня 2012  | Буде оголошено | 3,14 |
| Сподіваючись виграти тисячу доларів, Діппер, Мейбл і Сус вирушають на озеро, щоб сфотографувати монстра. Криптограма «QHAW ZHHN: UHWXUQ WR EXWW LVODQG» (шифр Цезаря) — «NEXT WEEK: RETURN TO BUTT ISLAND» |    |                                                           |                           |                                                    |                 |                |      |
| 3 | 3  | «Мисливці за головами» «Headhunters»                      | Джон Аошима               | Орі Воллінгтон і Алекс Гірш                        | 30 червня 2012  | Буде оголошено | 2,71 |
| Мейбл ліпить воскову фігуру прадядька Стена для повторного відкриття музею воскових фігур у «Хижі Чудес». Але голова статуї таємничо зникає. Близнюки вирішують власними силами розслідувати цю справу. Криптограма «KH'V VWLOO LQ WKH YHQWV» — «HE'S STILL IN THE VENTS» |    |                                                           |                           |                                                    |                 |                |      |
| 4 | 4  | «Рука, що гойдає Мейбл» «The Hand That Rocks the Mabel»   | Джон Аошима               | Алекс Гірш і Зак Пайз                              | 6 липня 2012    | Буде оголошено | 2,95 |
| Діппер і Мейбл знайомляться із новим жителем міста — хлопчиком-екстрасенсом Ґідеоном. Ґідеон намагається закохати у себе Мейбл, а Діппер докладає зусиль, аби завадити цьому. Криптограма «FDUOD, ZKB ZROW BRY FDOO PH?» — «CARLA, WHY WON'T YOU CALL ME?» |    |                                                           |                           |                                                    |                 |                |      |
| 5 | 5  | «Соромливість» «The Inconveniencing»                      | Аарон Спрінгер і Джо Пітт | Майкл Ріанда й Алекс Гірш                          | 13 липня 2012   | Буде оголошено | 3,55 |
| Діппер, підбиваючи клинці до Венді, змушений збрехати їй про свій вік. Зависаючи з Венді та її друзями, діти опиняються у покинутому магазинчику, де за розповідями було скоєне убивство. Криптограма «RQZDUGV DRVKLPD!» — «ONWARDS AOSHIMA!» |    |                                                           |                           |                                                    |                 |                |      |
| 6 | 6  | «Діппер проти мужності» «Dipper vs. Manliness»            | Аарон Спрінгер і Джо Пітт | Тім Мак-Кеон                                       | 20 липня 2012   | Буде оголошено | 3,14 |
| Поки Діппер, намагаючись змужніти, вирушає до лісу, Мейбл старається допомогти прадядьку Стену справити враження на Ледачу Сьюзен. Криптограма «PV. FDHVDULDQ ZLOO EH RXW QHAW ZHHN. PV. DWEDVK ZLOO VXEVWLWXWH.» — «MS. CAESARIAN WILL BE OUT NEXT WEEK. MS. ATBASH WILL SUBSTITUTE.» (натяк на зміну шифру Цезаря у наступній серії на Атбаш). |    |                                                           |                           |                                                    |                 |                |      |
| 7 | 7  | «Двійник Діппера» «Double Dipper»                         | Аарон Спрінгер і Джо Пітт | Міч Ларсон, Майкл Ріанда, Тім Мак-Кеон, Алекс Гірш | 10 серпня 2012  | Буде оголошено | 4,18 |
| Стен влаштовує вечірку у «Хижі Чудес». Діппер створює клонів самого себе, щоб справити враження на Венді. Криптограма «KZKVI QZN WRKKVI HZBH: "ZFFTSDCJSTZWHZWFS!"» (шифр Атбаш) — «PAPER JAM DIPPER SAYS: "AUUGHWXQHGADSADUH!"» |    |                                                           |                           |                                                    |                 |                |      |
| 8 | 8  | «Ірраціональний скарб» «Irrational Treasure»              | Джон Аощима               | Девід Слак, Тім Мак-Кеон, Алекс Гірш               | 17 серпня 2012  | Буде оголошено | 3,87 |
| На черговому дні заснування Ґравіті Фолз, діти виявляють, що той, кого вважають засновником міста, ним насправді не є. Близнюки мають намір докопатися до правди. Місцевий шериф має намір завадити їм. Криптограма «V. KOFIRYFH GIVNYOVB.» — «E. PLURIBUS TREMBLEY.» (укр. З багатьох — Тремблі, є відсилкою до фрази «З багатьох — єдине» (лат. E pluribus unum), розміщеної на гербі США) |    |                                                           |                           |                                                    |                 |                |      |
| 9 | 9  | «Порося мандрівника у часі» «The Time Traveler's Pig»     | Аарон Спрінгер, Джо Пітт  | Орі Воллінгтон, Алекс Гірш                         | 24 серпня 2012  | Буде оголошено | 4,14 |
| Для того, щоб виправити помилку Діппер цупить машину часу. Але одному з близнюків доведеться пожертвувати щасливим днем на користь іншого. Криптограма «MLG S.T. DVOOH ZKKILEVW» — «NOT H.G. WELLS APPROVED» (укр. Не схвалено Г. Дж. Уеллсом, тут Г. Дж. Уеллс — Герберт Уеллс, автор роману «Машина часу») |    |                                                           |                           |                                                    |                 |                |      |
| 10 | 10 | «Бойові бійці» «Fight Fighters»                           | Джон Аошима               | Зак Паєз, Алекс Гірш                               | 14 вересня 2012 | Буде оголошено | 2,94 |
| Діппер оживляє персонажа гри, щоб отримати допомогу в прийдешній сутичці з Роббі. Коли ж справа заходить надто далеко, Діппер змушений рятувати свого суперника. У цей час Мейбл намагається позбавити Стена акрофобії. Криптограма «HLIIB, WRKKVI, YFG BLFI DVMWB RH RM ZMLGSVI XZHGOV» — «SORRY, DIPPER, BUT YOUR WENDY IS IN ANOTHER CASTLE» (укр. Вибач, Діппере, але твоя Венді в іншому замку, посилання на гру Mario Bros.)                                                                     |    |                                                           |                           |                                                    |                 |                |      |
| 11 | 11 | «Маленький Діппер» «Little Dipper»                        | Аарон Спрінгер, Джо Пітт  | Тім Мак-Кеон, Зак Паєз, Алекс Гірш                 | 28 вересня 2012 | Буде оголошено | 2,6  |
| Діппер дізнається, що Мейбл вища за нього на 1 мм, тому вирушає на пошуки чарівного кристалу, який змінює розміри предметів. Кристал потрапляє в руки Ґідеону і той направляє його силу проти близнюків. Криптограма «GSV RMERHRYOV DRAZIW RH DZGXSRMT» — «THE INVISIBLE WIZARD IS WATCHING» |    |                                                           |                           |                                                    |                 |                |      |
| 12 | 12 | «Літоувін» «Summerween»                                   | Джон Аошима               | Тім Мак-Кеон, Зак Паєз, Алекс Гірш                 | 5 жовтня 2012   | Буде оголошено | 3,48 |
| У Ґравіті Фолз так люблять Хелловін, що святкують його двічі на рік — влітку (22 червня) та восени. Цей факт втішив Діппер та Мейбл, бо вони з дитинства разом відмічають це свято. Але на шляху до безтурботних веселощів і випрошування солодощів стає Літоувінський монстр, який їсть дітей без духу Літоувіна. Криптограма «YILFTSG GL BLF YB SLNVDLIP: GSV XZMWB» — «BROUGHT TO YOU BY HOMEWORK: THE CANDY» (Homework the candy — одна зі несмачних цукерок, які можна помітити на початку серії) |    |                                                           |                           |                                                    |                 |                |      |
| 13 | 13 | «Мейбл — бос» «Boss Mabel»                                | Джон Аошима               | Томмі Ріхард, Тім Мак-Кеан, Алекс Гірш             | 15 лютого 2013  | Буде оголошено | 3,45 |
| Мейбл побилась об заклад зі Стеном, що вона заробить у «Хижі Чудес» більше грошей завдяки хорошому відношенню до клієнтів та персоналу. Якщо дівчинка виграє парі, то буде керувати крамницею до кінця літа. У разі програшу — носитиме футболку із написом «Невдаха». Криптограма «SVZEB RH GSV SVZW GSZG DVZIH GSV UVA» — «HEAVY IS THE HEAD THAT WEARS THE FEZ» |    |                                                           |                           |                                                    |                 |                |      |
| 14 | 14 | «Бездонна яма!» «Bottomless Pit!»                         | Аарон Спрінгер, Джо Пітт  | Алекс Гірш, Майкл Ріанда                           | 1 березня 2013  | Буде оголошено | 3,1  |
| Діти, Сус і Стен падають у бездонну яму. Позаяк падіння затягується надовго, тому, щоб убити час друзі по черзі розповідають історії. Криптограма «14-5-24-20 21-16: "6-15-15-20-2-15-20 20-23-15: 7-18-21-14-11-12-5'19 7-18-5-22-5-14-7-5!» (шифр A1Z26) — «NEXT UP: «FOOTBOT TWO: GRUNKLE'S GREVENGE» |    |                                                           |                           |                                                    |                 |                |      |
| 15 | 15 | «Саме дно» «The Deep End»                                 | Аарон Спрінгер, Джо Пітт  | Ненсі Коен                                         | 15 березня 2013 | Буде оголошено | 4,5  |
| Через надзвичайну спеку Пайнси вирушають до міського басейну. Там Мейбл знайомиться із загадковим хлопцем, який, як пізніше стає відомо, насправді є русалкою. Діппер влаштовується помічником рятувальника. Криптограма «22-9-22-1-14 12-15-19 16-1-20-15-19 4-5 12-1 16-9-19-3-9-14-1» — «VIVAN LOS PATOS DE LA PISCINA» (укр. Хай живуть басейні качки) |    |                                                           |                           |                                                    |                 |                |      |
| 16 | 16 | «Килим спотикання» «Carpet Diem»                          | Джо Пітт                  | Тім Мак-Кеон, Зак Паєз, Алекс Гірш                 | 5 квітня 2013   | Буде оголошено | 3,36 |
| Сус знаходить у «Хижі Чудес» приховану кімнату. Діппер хоче переселитись з горища у цю кімнату, але Мейбл також хоче її собі. Під час суперечки вони торкаються килиму в кімнаті й він міняє близнюків тілами. Криптограма «2-21-20 23-8-15 19-20-15-12-5 20-8-5 3-1-16-5-18-19?» — «BUT WHO STOLE THE CAPERS?» |    |                                                           |                           |                                                    |                 |                |      |
| 17 | 17 | «Шалені хлопці» «Boyz Crazy»                              | Джон Аошима               | Метт Чепмен, Алекс Гірш                            | 19 квітня 2013  | Буде оголошено | 3,16 |
| Улюблений бой-бенд Мейбл приїжджає у Ґравіті Фолз. Потрапивши за куліси вона дізнається, що учасники гурту насправді є клонами, ув'язненими у клітці. Діппер і Стен намагаються довести, що Роббі зміг помиритися з Венді лише завдяки дивній пісні. Криптограма «8-1-16-16-25 14-15-23, 1-18-9-5-12» — «HAPPY NOW, ARIEL?» |    |                                                           |                           |                                                    |                 |                |      |
| 18 | 18 | «Порося до початку часів» «Land Before Swine»             | Джон Аошима               | Тім Мак-Кеон, Алекс Гірш                           | 28 червня 2013  | Буде оголошено | 3,5  |
| Через необережність Стена птеродактиль викрадає поросятко Мейбл. Пайнси та Сус вирушають на пошуки улюбленця Мейбл. |    |                                                           |                           |                                                    |                 |                |      |
| 19 | 19 | «Стрибуни по сновидіннях» «Dreamscapers»                  | Джо Пітт, Джон Аошима     | Тім Мак-Кеон, Метт Чепмен, Алекс Гірш              | 12 липня 2013   | Буде оголошено | 2,7  |
| Ґідеон укладає угоду з демоном Біллом Шифром з метою захопити «Хижу Чудес». Білл проникає у розум Стена. Щоб урятувати свого прадядька Мейбл, Діппер і Сус, зачитуючи закляття із щоденника, також проникають у мозок Стена. |    |                                                           |                           |                                                    |                 |                |      |
| 20 | 20 | «Ґідеон повертається» «Gideon Rises»                      | Джо Пітт, Джон Аошима     | Метт Чепмен, Алекс Гірш, Майкл Ріанда              | 2 серпня 2013   | Буде оголошено | 3,18 |
| Ґідеону вдається захопити «Хижу Чудес» та розпочати будівництво «Ґідеон-Ленду» на її місці. Стен, Діппер та Мейбл змушені переїхати жити до Суса. Через скрутне становище Стен відправляє близнюків додому. Але Ґідеон не збирається так просто відпускати Діппера та Мейбл. |    |                                                           |                           |                                                    |                 |                |      |

## Відгуки

Творець серіалу «Таємниці Ґравіті Фолз» Алекс Гірш

Перший сезон отримав широке схвалення критиків.
| №  | Оригінальна назва епізоду        | Дата виходу     | The A.V. Club |
| -- | -------------------------------- | --------------- | ------------- |
| 1  | «Tourist Trapped»                | 15 червня 2012  | B+            |
| 2  | «The Legend of the Gobblewonker» | 29 червня 2012  | B+            |
| 3  | «Headhunters»                    | 30 червня 2012  | B             |
| 4  | «The Hand That Rocks the Mabel»  | 6 липня 2012    | A-            |
| 5  | «The Inconveniencing»            | 13 липня 2012   | A             |
| 6  | «Dipper vs. Manliness»           | 20 липня 2012   | B+            |
| 7  | «Double Dipper»                  | 10 серпня 2012  | A-            |
| 8  | «Irrational Treasure»            | 17 серпня 2012  | A-            |
| 9  | «The Time Traveler's Pig»        | 24 серпня 2012  | B+            |
| 10 | «Fight Fighters»                 | 14 вересня 2012 | B             |
| 11 | «Little Dipper»                  | 28 вересня 2012 | A-            |
| 12 | «Summerween»                     | 5 жовтня 2012   | A-            |
| 13 | «Boss Mabel»                     | 15 лютого 2013  | B+            |
| 14 | «Bottomless Pit!»                | 1 березня 2013  | A-            |
| 15 | «The Deep End»                   | 15 березня 2013 | B             |
| 16 | «Carpet Diem»                    | 5 квітня 2013   | B             |
| 17 | «Boyz Crazy»                     | 19 квітня 2013  | B+            |
| 18 | «Land Before Swine»              | 28 червня 2013  | A-            |
| 19 | «Dreamscaperers»                 | 12 липня 2013   | A-            |
| 20 | «Gideon Rises»                   | 2 серпня 2013   | A             |